# Titta Ruffo

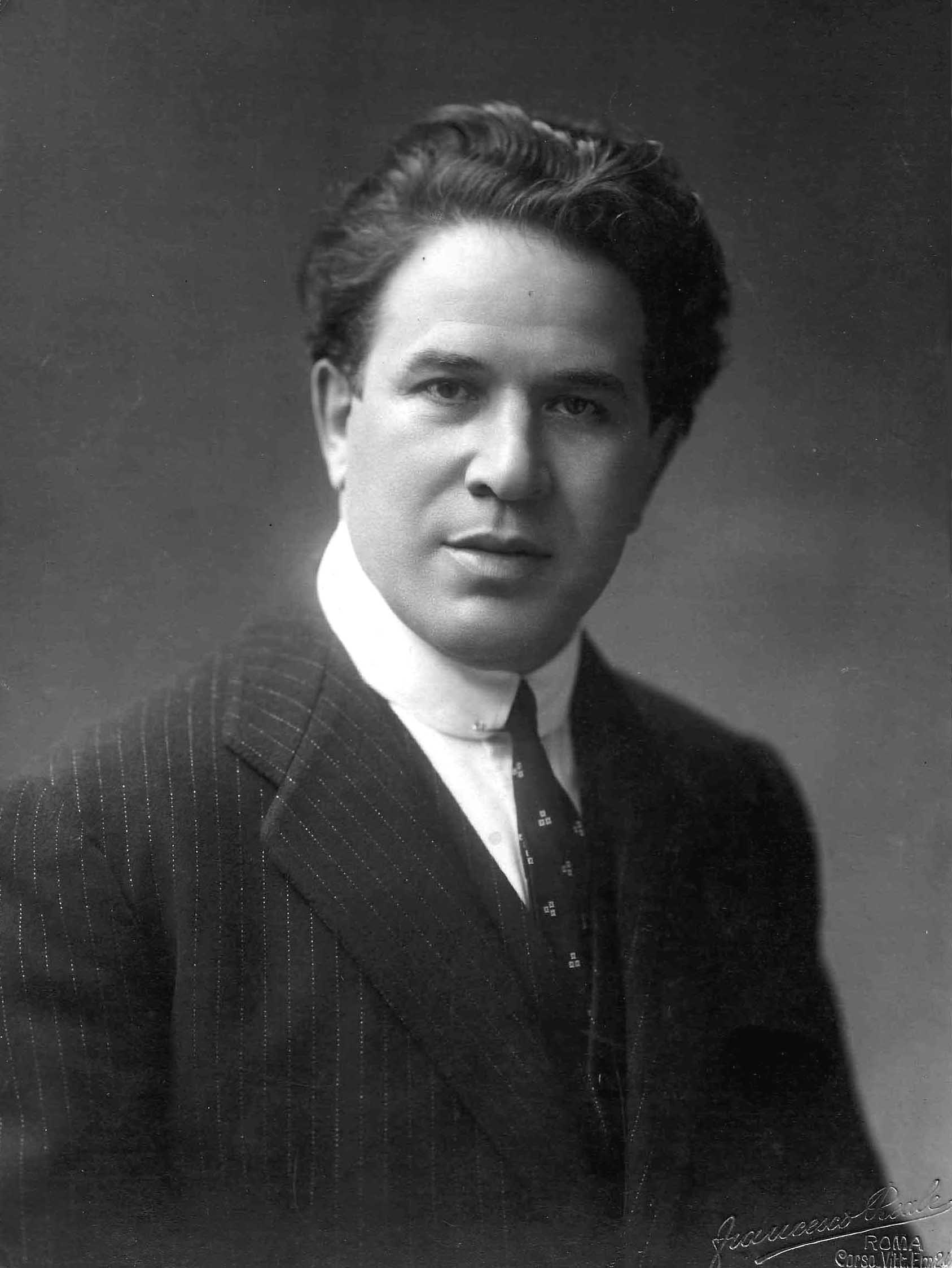
Titta Ruffo, c. 1920s

Titta Ruffo, nascido Ruffo Cafiero Titta, (Pisa, 9 de junho de 1877 — Florença, 5 de julho de 1953) foi um barítono italiano. Possivelmente, em sua época, somente competia com a personalideda de Enrico Caruso.
Grande voz  e um dos maiores barítonos do início do século, é particularmente lembrado no Brasil por ter inaugurado o Theatro Municipal de São Paulo com a ópera Hamlet de Ambroise Thomas .

## Carreira
Nascido em Pisa,  era  filho de um engenheiro. Estudou canto com vários professores mas foi basicamente autodidata.
Ruffo fez sua estréia na ópera em 1898, no Teatro Constanzi, em Roma, como Herald, em Lohengrin, de Wagner. Sua carreira decola no início de 1900, e ele rapidamente alcança fama internacional devido à potência de sua voz e à intensidade de sua atuação.
Sua outra grande estréia ocorreu nos seguintes locais e anos: Buenos Aires (1902), Londres (1903), Milão (1904), Lisboa (1907), a Ópera de Paris (1911) e do [Theatro Municipal] São Paulo (1911). Ruffo fez sua estréia americana, em Filadélfia em 1912 e cantou extensivamente em Chicago. Ele chegou a New York Metropolitan Opera relativamente tarde na sua carreira, em 1922, como Fígaro em O Barbeiro de Sevilha, tendo se alistou no exército italiano durante a Primeira Guerra Mundial I. Ele daria um total de 46 performances no Met de 1922 até 1929.
Ruffo como Rigoletto
O repertório de Ruffo incluiu a maioria dos papéis de barítono principais da ópera francesa e italiana, incluindo, entre outros Rigoletto, Di Luna, Amonasro, Germont, Tonio, Fígaro de Rossini, Valentin, Iago, Carlo (em ambos Ernani e forza La Del destino), Nabucco, Vasco, Don Giovanni, Barnaba, Scarpia, Marcello e Renato em Un ballo in Maschera. Ele também era conhecido suas interpretações de peças de barítono várias óperas que são em grande parte esquecidos hoje em dia, ou seja, os papéis-título em Hamlet de Ambroise Thomas e Franchetti de Cristo foro Colombo mais Cathcart em Zaza Leoncavallo e Neri em La Giordano cena delle beffe.

## Características vocais
Como seu contemporâneo, o tenor Enrico Caruso, Ruffo representava um novo estilo de cantar no qual  a força declamatória e  a  voz de peito  ofuscavam a ênfase dada  pela geração anterior sobre a graça vocal, a flexibilidade e o refinamento técnico. Consequentemente, alguns comentaristas conservadores comparavam Ruffo, desfavoravelmente, ao seu elegante antecessor italiano, Mattia Battistini , que era um mestre do bel canto e possuidor de um timbre menos denso, mais brilhante do que o de Ruffo. No entanto, de acordo com  críticos atuais como John Steane  e Michael Scott,  a diferença entre os dois grandes barítonos não foi tão clara como alguns sugeriram no passado, pois ambos exibiam agilidade e controle vocal excepcionais, além da capacidade de manter uma longa linha de legato. Ambos também favoreceram um estilo interpretativo viril  e até compartilhavam  o mesmo mestre, Venceslao Persichini.
Escrevendo na revista Gramophone em 1928, o produtor muitas vezes mordaz crítico recorde britânico e futuro, Walter Legge, elogiou cantar Ruffo, relembrando um recital que ele tinha ouvido o barítono dar seis anos antes, em Londres. Legge disse que: "A partir da frase sua primeira audiência foi vencido pela beleza esmagadora da sua voz máscula, ampla, simpático, de uma riqueza inigualável tanta facilidade de produção, tal abundância de toque Gs alta Mas mais! Sutileza infinita Ruffo de, a variedade de tons de cores, visão interpretativa e sinceridade, seu controle magnífica, os poderes de respiração estupenda, e fraseado impecável carimbado como um gênio.”.
Ruffo foi um artista prolífico. Ele fez mais de 130 registros de 78 rpm, tanto acústicos e elétricos, primeiro para Pathé Frères em Paris em 1904, e, em seguida, exclusivamente para Victor (a Gramophone Company / HMV na Inglaterra), começando em 1907 e conclusão em 1920. Como foi o caso com Caruso, a voz de Ruffo registado excepcionalmente bem. Era tão rica e diversificada que, mesmo através do processo primitivo acústico gravação, glória ainda há muito a ser ouvido. Ele continuou a gravar para a era gravação elétrica após 1925, mas a medida em que um é capaz de julgar (muitos títulos inéditas), a maioria desses discos posteriores pegou o passado de seu primo, com o que Steane chama de "vazio" agora evidente em sua mid alcance. No entanto, como alguns inéditos lados cortados ainda mais tarde, em Londres, em 1933 (veja [1]), estão tocando "beaux restes", com uma grande voz ainda sobrevivem a esta data final.
Como menção Steane e Pleasants, Ruffo fez registros em seu auge de duas árias que destacam-se como exemplares de sua voz e estilo. O primeiro exemplo é a Brindisi a partir de Hamlet (feito em 1907 e refeita em 1911), a cadência dos quais demonstra o seu élan surpreendente e controle da respiração. A segunda é a não acompanhado "All'erta, marinar!" de L'Africaine de Meyerbeer, que exibe a ressonância de energia, eo brilho do seu registo superior. Para exemplos de sua agilidade vocal, seus discos iniciais de "Largo al factotum" Il Barbiere di de Siviglia se destacam. Outros discos de árias apontada para o louvor por Pleasants, Steane e / ou Scott incluem acústicas Ruffo de Victor / HMV versões do árias seguinte: "Siamo Pari", "fatale Urna", "Credo em un Dio crudel", "Tremin gl" insani "," Buona Zaza, del mio buon tempo "," Nemico della partria "e do" Prologo "de Pagliacci. Todas essas gravações podem ser ouvidas em compêndios CD emitidas pelas etiquetas e Pearl Preiser.
"Sì, pel ciel marmoreo giuro!"
A gravação de 1914 por Titta Ruffo e Enrico Caruso Otello de Giuseppe Verdi
Problemas para escutar este arquivo? Consulte a ajuda da mídia.
Titta Ruffo, por volta de 1910-1915
Ruffo nunca foi um "barítono casa" ou um cantor residente com qualquer companhia de ópera, ele era uma estrela nômade em seu próprio direito e recebeu top-faturamento e melhores taxas, onde quer que ele cantava. Ruffo foi o cantor de ópera único homem do seu tempo que poderia competir, em termos de celebridade e taxas, com Caruso. Surpreendentemente, eles cantaram juntos com freqüência, e feito apenas a gravação de um comercial emitido: uma performance eletrizante do Duet Juramento de Otello de Giuseppe Verdi. Duas explicações foram apresentadas pelos historiadores para este acaso. O ciúme, a primeira profissional: nem Ruffo nem Caruso gostou partilhar a glória com outra estrela extravagante talentoso. Em segundo lugar, casas de ópera que poucos poderiam ter propiciado a pagar taxas de ambos os cantores enormes em conjunto, especialmente se houve uma diva cara que aparece na mesma produção.
Ruffo estilo de cantar forte talvez não fosse propício para a longevidade vocal, e seu declínio vocal começou relativamente cedo (após cerca de 20 anos passados no topo de sua profissão). Talvez as sementes de declínio precoce Ruffo foram semeadas no fato de que ele foi em grande parte autodidata. Ruffo se pareceu reconhecer isso e ele se recusou a ensinar voz após sua aposentadoria, afirmando: "Eu nunca soube cantar, é por isso que minha voz foi no momento em que eu era 50 não tenho o direito de capitalizar em meu nome e ex. reputação e tentar ensinar os jovens algo que eu nunca soube como fazer a mim mesmo. "[carece de fontes?]
Ele se aposentou em 1931, permanecendo por vários anos na Suíça e Paris. Ele escreveu uma autobiografia, La mia parábola ("Meu Parábola"). Em 1937, ele retornou à Itália, onde mais tarde foi detido pelas autoridades por se opor ao regime fascista ascendente e defendendo crenças socialistas. Sua autobiografia foi recentemente traduzido para o Inglês.
Titta Ruffo morreu em Florença por doença cardíaca em 1953, aos 76 anos.